# 石原宏
石原 宏（いしわら ひろし、1945年11月 - ）は、日本の電子工学者。東京工業大学名誉教授。元応用物理学会会長。紫綬褒章受章。

## 人物・経歴
1968年東京工業大学理工学部電子工学科卒業。1973年東京工業大学大学院理工学研究科電子工学専攻博士課程修了、工学博士。古川静二郎に師事。同年東京工業大学助手。1976年東京工業大学助教授。1989年東京工業大学精密工学研究所教授。2000年電子情報通信学会エレクトロニクスソサイエティ会長。2006年応用物理学会副会長。2008年応用物理学会会長。
東京工業大学フロンティア創造共同研究センター教授、東京工業大学学院総合理工学研究科長を経て、2010年任期満了退職、東京工業大学卓越教授、建国大学校物理学科教授（世界水準の研究中心大学 (WCU) 育成事業）。2011年東京工業大学名誉教授。元日本学術会議会員。元日本学術会議電気電子工学委員会委員長。米国材料学会フェロー。応用物理学会名誉会員。

## 著書
- 『半導体デバイス工学』コロナ社 1990年
- 『記録・メモリ材料ハンドブック』（逢坂哲彌, 山崎陽太郎と共編）朝倉書店 2000年
- 『半導体エレクトロニクス』岩波書店 2002年

## 受賞
- 電子通信学会米沢賞 1974年[1]
- 手島記念研究論文賞 1980年[1]
- 日本IBM科学賞 1990年[1]
- 井上学術賞 1994年[1]
- 市村学術賞功績賞 1994年[1]
- 集積強誘電体国際シンポジウム名誉賞 2000年[1]
- IEEEフェロー 2001年[1]
- 電子情報通信学会フェロー 2002年[1]
- 応用物理学会論文賞 2003年[1]
- 紫綬褒章 2003年[1]
- 電気学会電子・情報・システム部門特別貢献賞 2004年[1]
- 電気学会業績賞 2006年[1]
- P&Iパテントコンテスト Patent of the Year 2006年[1]
- 瑞宝中綬章 2019年[1][2]